# 풀네크

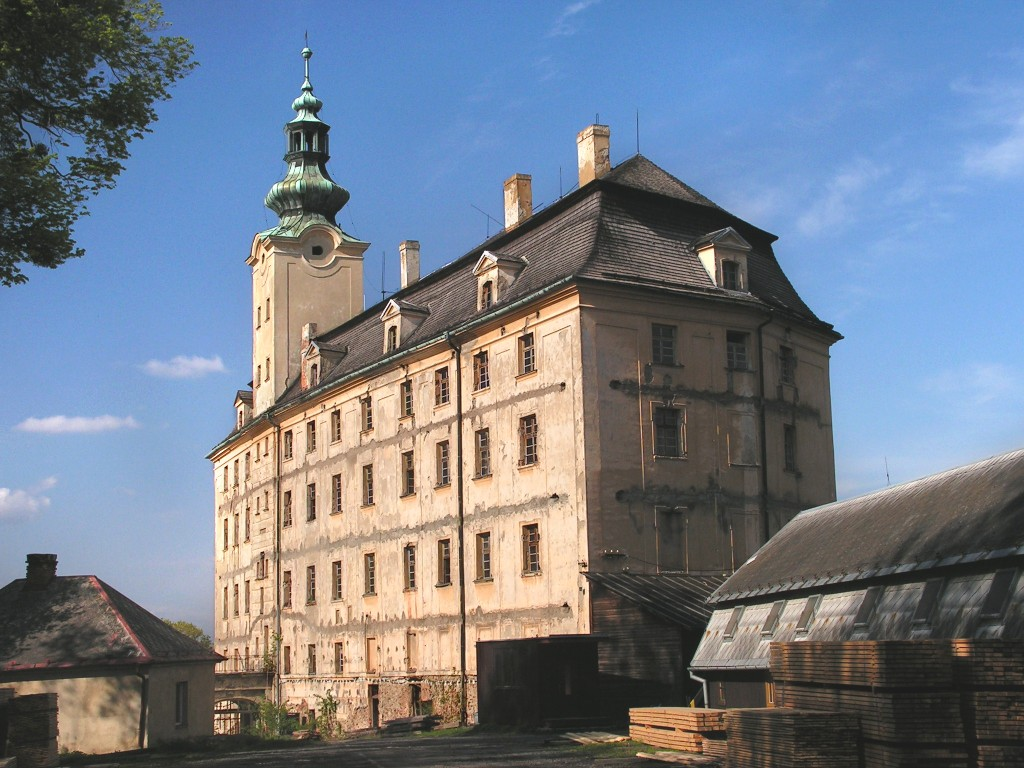
풀네크 성

풀네크(체코어: Fulnek, 독일어: Fulnek 풀네크[*])는 체코 모라바슬레스코 주에 위치한 도시로 면적은 68.46km2, 높이는 258m, 인구는 5,921명(2011년 12월 기준), 인구 밀도는 86명/km2이다. 오파바에서 남쪽으로 29.2km, 오스트라바에서 서쪽으로 39.4km 정도 떨어진 곳에 위치한다.
모라바 북동부 지방에 사람이 살기 시작하면서 도시가 형성되었으며 지중해 연안에서 발트해 연안까지 이르는 교역로인 호박의 길에 위치했다. 여러 귀족들이 소유한 영지가 있었을 정도로 큰 번영을 이룩했다. 체코의 철학자, 교육자, 신학자인 요한 아모스 코메니우스는 한때 이 곳의 목사로 활동했지만 30년 전쟁 도중에 일어난 보헤미아의 무장 반란이 신성 로마 제국 군대에 의해 진압되면서 이 곳을 떠나게 된다.

시기
시 문장

## 인구
| 연도           | 인구  | ±%     |
| -------------- | ----- | ------ |
| 1869           | 7,628 | —      |
| 1880           | 7,814 | +2.4%  |
| 1890           | 7,430 | −4.9%  |
| 1900           | 7,538 | +1.5%  |
| 1910           | 7,713 | +2.3%  |
| 1921           | 6,818 | −11.6% |
| 1930           | 7,458 | +9.4%  |
| 1950           | 4,682 | −37.2% |
| 1961           | 5,823 | +24.4% |
| 1970           | 5,945 | +2.1%  |
| 1980           | 6,455 | +8.6%  |
| 1991           | 6,225 | −3.6%  |
| 2001           | 6,053 | −2.8%  |
| 2011           | 5,720 | −5.5%  |
| 2021           | 5,356 | −6.4%  |
| 출처: Censuses |       |        |